# Хосе Карвальйо
Хосе Карвальйо (ісп. José Carvallo, нар. 1 березня 1986, Ліма) — перуанський футболіст, воротар клубу УТК (Кахамарка).

## Клубна кар'єра
Вихованець клубу «Універсітаріо де Депортес». 4 травня 2003 року в матчі проти «Атлетіко Універсідад» він дебютував у перуанській Прімері. У 2008 році Хосе на правах оренди виступав за американський «Ді Сі Юнайтед», у складі якого виграв Кубок Ламара Ганта, а також «Спортінг Крістал». Після закінчення оренди він підписав з останнім клубом постійний контракт. 
На початку 2011 року Карвальйо перейшов в «Мельгар». 13 лютого в матчі проти свого попереднього клубу «Спортінг Крістал» він дебютував за нову команду. На початку 2013 року Хосе повернувся в «Універсітаріо», якому в цьому ж році допоміг виграти чемпіонат Перу. Цього разу відіграв за команду з Ліми наступні два сезони своєї ігрової кар'єри. Граючи у складі «Універсітаріо де Депортес» також здебільшого виходив на поле в основному складі команди.
На початку 2016 року Карвальйо підписав контракт з клубом УТК (Кахамарка). 5 лютого в матчі проти свого колишнього клубу «Мельгара» він дебютував за нову команду.

## Виступи за збірні
У квітні 2003 року Карвальйо був викликаний Оскаром Хамадою до складу юнацької збірної Перу U-17 на юнацький чемпіонат Південної Америки. Карвальйо стартував на турнірі у Болівії як перший голкіпер, але в кінцевому підсумку після двох матчів (в яких пропустив три голи) він був замінений на Мануеля Ередію. В підсумку перуанці зайняли 4 місце у групі і не вийшли в плей-оф.
2005 року залучався до складу молодіжної збірної Перу на молодіжний чемпіонат Південної Америки. На цьому турнірі Карвальйо був основним воротарем, відігравши усі чотири гри, пропустивши одинадцять голів, але збірна знову не вийшла в плей-оф.
12 вересня 2007 року дебютував в офіційних іграх у складі національної збірної Перу в товариському матчі проти збірної Болівії (2:0). В травні 2018 року потрапив у заявку збірної на чемпіонат світу 2018 року у Росії.

## Титули і досягнення
- Володар Кубка Ламара Ганта (1):

«Ді Сі Юнайтед»: 2008
- Чемпіон Перу (1):

«Універсітаріо де Депортес»: 2013